# Türkische Fußballnationalmannschaft/Weltmeisterschaften
Der Artikel beinhaltet eine ausführliche Darstellung der türkischen Fußballnationalmannschaft bei Fußball-Weltmeisterschaften. Die Türkei nahm bisher zweimal an Weltmeisterschaften teil und verlor dabei jeweils zweimal gegen den späteren Weltmeister. Die beste Platzierung war der dritte Platz bei der zweiten Teilnahme 2002. In der ewigen Rangliste belegen die Türken den 40. Platz – aller besser platzierten Mannschaften haben häufiger teilgenommen.

## Übersicht
| Jahr | Gastgeberland      | Teilnahme bis …                   | letzte(r) Gegner                  | Ergebnis | Trainer      | Bemerkungen und Besonderheiten                                                      |
| ---- | ------------------ | --------------------------------- | --------------------------------- | -------- | ------------ | ----------------------------------------------------------------------------------- |
| 1930 | Uruguay            | nicht teilgenommen                | –                                 | –        |              |                                                                                     |
| 1934 | Königreich Italien | zurückgezogen                     | –                                 | –        |              |                                                                                     |
| 1938 | Frankreich         | nicht teilgenommen                | –                                 | –        |              |                                                                                     |
| 1950 | Brasilien          | auf Endrundenteilnahme verzichtet | –                                 | –        |              |                                                                                     |
| 1954 | Schweiz            | Vorrunde                          | Deutschland, Südkorea Deutschland | 9.       | Sandro Puppo | im Vorrunden-Entscheidungsspiel am späteren Weltmeister Deutschland gescheitert     |
| 1958 | Schweden           | zurückgezogen                     | –                                 | –        |              | in der Qualifikation zurückgezogen, da die Türkei nicht gegen Israel spielen wollte |
| 1962 | Chile              | nicht qualifiziert                | –                                 | –        |              | in der Qualifikation an der UdSSR gescheitert                                       |
| 1966 | England            | nicht qualifiziert                | –                                 | –        |              | in der Qualifikation an Portugal gescheitert                                        |
| 1970 | Mexiko             | nicht qualifiziert                | –                                 | –        |              | in der Qualifikation an der UdSSR gescheitert                                       |
| 1974 | BR Deutschland     | nicht qualifiziert                | –                                 | –        |              | in der Qualifikation an Italien gescheitert                                         |
| 1978 | Argentinien        | nicht qualifiziert                | –                                 | –        |              | in der Qualifikation an Österreich gescheitert                                      |
| 1982 | Spanien            | nicht qualifiziert                | –                                 | –        |              | in der Qualifikation an der UdSSR und der Tschechoslowakei gescheitert              |
| 1986 | Mexiko             | nicht qualifiziert                | –                                 | –        |              | in der Qualifikation an England und Nordirland gescheitert                          |
| 1990 | Italien            | nicht qualifiziert                | –                                 | –        |              | in der Qualifikation an der UdSSR und Österreich gescheitert                        |
| 1994 | USA                | nicht qualifiziert                | –                                 | –        |              | in der Qualifikation an Norwegen und der Niederlande gescheitert                    |
| 1998 | Frankreich         | nicht qualifiziert                | –                                 | –        |              | in der Qualifikation an den Niederlanden und Belgien gescheitert                    |
| 2002 | Südkorea Japan     | Spiel um Platz 3                  | Südkorea                          | 3. Platz | Şenol Güneş  | Im Halbfinale am späteren Weltmeister Brasilien gescheitert.                        |
| 2006 | Deutschland        | nicht qualifiziert                | –                                 | –        |              | in der Qualifikation in der Relegation an der Schweiz gescheitert                   |
| 2010 | Südafrika          | nicht qualifiziert                | –                                 | –        |              | in der Qualifikation an Spanien und Bosnien-Herzegowina gescheitert                 |
| 2014 | Brasilien          | nicht qualifiziert                | –                                 | –        |              | in der Qualifikation an den Niederlanden und Rumänien gescheitert                   |
| 2018 | Russland           | nicht qualifiziert                | –                                 | –        |              | in der Qualifikation an Island und Kroatien gescheitert                             |
| 2022 | Katar              | nicht qualifiziert                | –                                 |          |              | Im Play-off-Turnier an Portugal gescheitert.                                        |

Statistik (Angaben inkl. 2022: 22 Weltmeisterschaften; Prozentangaben sind gerundet)

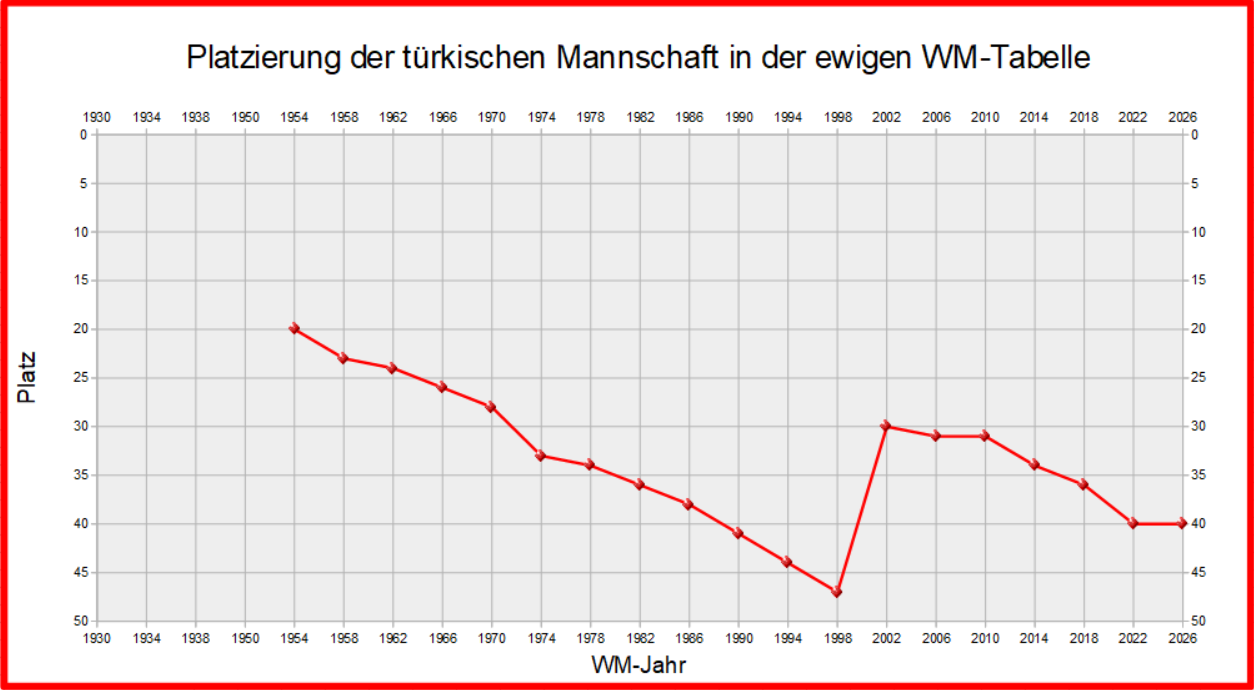
Platzierung der türkischen Mannschaft in der ewigen WM-Tabelle

- Teilnahmeverzicht: 5× (22,7 %; 1930, 1934, 1938, 1950, 1958)
- Nicht qualifiziert: 15× (68,2 %; 1962, 1966, 1970, 1974, 1978, 1982, 1990, 1994, 1998, 2006, 2010, 2014, 2018 und 2022)
- Sportliche Qualifikation: 2× (9 % bzw. bei 11,8 % der Versuche)
  - Vorrunde: 1× (4,5 %; 1954)
  - Spiel um Platz 3: 1× (4,5 %; 2002)
    - Dritter: 1× (4,5 %; 2002)

### 1930 in Uruguay
Wie die meisten europäischen Mannschaften nahm auch die türkische nicht an der ersten WM teil.

### 1934 in Italien
Für die erste WM in Europa hatte sich die Türkei zunächst gemeldet, zog dann aber zurück.

### 1938 in Frankreich
Für die erste WM in Frankreich hatte die Türkei sich nicht gemeldet.

### 1950 in Brasilien
Für die erste WM in Brasilien musste die Türkei in der Qualifikation zunächst gegen den Nachbarn Syrien antreten. Für die Syrer war dies das erste Länderspiel überhaupt und die Türkei gewann in Ankara mit 7:0. Danach wäre Österreich der Gegner gewesen, die Österreicher zogen aber zurück. Die damit für Brasilien qualifizierte Türkei verzichtete aber auf die Teilnahme an der WM-Endrunde. Auch die Portugiesen, denen der Startplatz angeboten wurde, verzichteten auf die Teilnahme.

### 1954 in der Schweiz
Für die WM in der Schweiz musste sich die türkische Mannschaft gegen Spanien qualifizieren. Das Hinspiel in Spanien wurde mit 1:4 verloren, das Rückspiel wurde 1:0 gewonnen. Da die Tordifferenz nicht zählte, gab es ein Entscheidungsspiel in Rom, das 2:2 n. V. endete und einen Losentscheid notwendig machte. Durch diesen qualifizierte sich die Türkei.
Die türkische Mannschaft wurde aufgrund dieses Erfolges, in Gruppe 2 zusammen mit Ungarn gesetzt und musste daher nicht gegen den Titelfavoriten Ungarn antreten, sondern nur gegen Deutschland und WM-Neuling Südkorea, galt aber als Außenseiter. Das erste Spiel verlor die Türkei dann auch gegen Deutschland mit 1:4, wobei Suat Mamat bereits in der 2. Spielminute mit dem 1:0 das erste WM-Tor für die Türkei erzielte. Drei Tage später besiegte man Südkorea deutlich mit 7:0, wobei wieder Suat Mamat das erste Tor und Burhan Sargın drei Tore erzielte, während Deutschland mit einer Mannschaft mit vielen Reservespielern gegen Ungarn mit 3:8 verlor. Da das Torverhältnis keine Rolle spielte, gab es am 23. April 1954 ein Entscheidungsspiel zwischen Türken und Deutschen. Die Türkei unterlag dem späteren Weltmeister mit 2:7 und verabschiedete sich für 48 Jahre von der WM-Bühne.

### 1958 in Schweden
Für die Fußball-Weltmeisterschaft 1958 sollte die Türkei in der Fußball-Weltmeisterschaft 1958/Qualifikation gegen Israel antreten, trat aber nicht an.

### 1962 in Chile
Für die Fußball-Weltmeisterschaft 1962 konnte sich die Türkei nicht qualifizieren. Die UdSSR war zu stark und beide Spiele gegen die UdSSR wurden verloren, während gegen Norwegen beide Spielen gewonnen wurden.

### 1966 in England
Für die WM in England musste sich die Türkei in einer Gruppe mit Portugal, Vizeweltmeister Tschechoslowakei und Rumänien qualifizieren. Alle drei Gruppengegner waren insgesamt stärker, lediglich das Heimspiel gegen Rumänien wurde gewonnen, alle anderen Spiele verloren.

### 1970 in Mexiko
Vier Jahre später konnte sich die Türkei erneut nicht qualifizieren. In einer Gruppe, in der sie wieder auf die UdSSR und zudem Nordirland traf, verlor sie alle vier Spiele.

### 1974 in der Bundesrepublik Deutschland
Die Qualifikation zur ersten WM in Deutschland verlief zwar etwas besser, denn nur Italien lag am Ende vor der Türkei. Der zweite Platz vor der punktgleichen Schweiz und Luxemburg reichte aber nicht für die WM-Teilnahme.

### 1978 in Argentinien
Die Qualifikation zur WM in Argentinien schloss die Türkei wieder nur als Gruppendritter ab. Österreich und die DDR lagen am Ende vor der Türkei, lediglich Punktelieferant Malta war noch hinter den Türken platziert.

### 1982 in Spanien
Zwar war durch die Aufstockung des Teilnehmerfeldes auf 24 Mannschaften für die WM in Spanien, wodurch sich 13 europäische Mannschaften qualifizieren konnten, die Qualifikation anscheinend leichter aber für die Türkei verlief die Qualifikation katastrophal: alle acht Spiele wurden verloren. Am Ende lagen die Sowjetunion, die Tschechoslowakei, Wales und sogar Island vor der Türkei.

### 1986 in Mexiko
Nahezu ebenso schlecht verlief die Qualifikation vier Jahre später. Immerhin konnte diesmal mit einem torlosen Remis gegen Nordirland ein Punkt gewonnen werden, aber England, Nordirland, Rumänien und Finnland waren stärker. Das einzige Tor gelang dann im letzten Spiel beim 1:3 gegen Rumänien in Izmir.

### 1990 in Italien
Die Qualifikation zur zweiten WM in Italien verlief dann etwas besser. Nun waren nur noch zwei Mannschaften, wieder die Sowjetunion und Österreich vor der Türkei platziert. Die DDR, die letztmals an der Qualifikation teilnahm sowie Island waren diesmal schwächer. Verspielt wurde die Qualifikation am letzten Spieltag durch ein 0:2 gegen die UdSSR, da Österreich gegen die DDR mit 3:0 gewann und damit zwei Punkte mehr als die Türken hatte.

### 1994 in den Vereinigten Staaten
Für die Qualifikation zur WM in den USA wurde die Türkei in eine Gruppe mit überraschend starken Norwegern, der Niederlande, England, Polen und San Marino gelost, gegen das in San Marino nur ein 0:0 gelang. Da auch die anderen Spiele schlecht liefen und nur das Heimspiel gegen San Marino sowie die beiden letzten Heimspiele gegen Polen und bereits qualifizierte Norweger gewonnen wurden, blieb am Ende nur der vorletzte Platz.

### 1998 in Frankreich
Nachdem sich die Türkei für die Fußball-Europameisterschaft 1996 qualifizieren konnte, gab es Hoffnungen, dass dies auch für die WM möglich sei. Diese waren allerdings trügerisch. Für die Qualifikation zur zweiten WM in Frankreich wurde die Türkei in eine Gruppe mit den Niederlanden, mit Belgien, Wales und wieder San Marino gelost, gegen das in San Marino nun ein 5:0-Sieg gelang. Aber Niederländer und Belgier waren zu stark, so dass nur der dritte Gruppenplatz erreicht wurde.

### 2002 in Japan und Südkorea

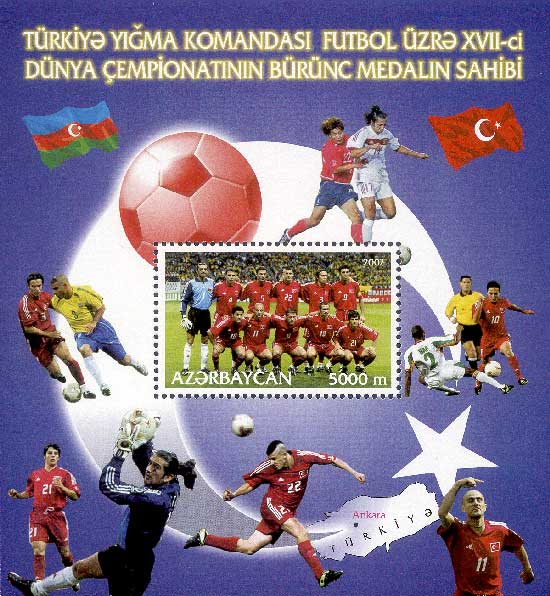
Die türkische WM-Mannschaft und Spielszenen auf einem aserbaidschanischen Briefmarkenblock

Zur Qualifikation zur Fußball-Weltmeisterschaft 2002 in Japan und Südkorea traten die Türken gegen Schweden, die Slowakei, Mazedonien, Moldawien und Aserbaidschan an, von denen Schweden im September 2000 mit Platz 21 in der FIFA-Weltrangliste am besten platziert war. Am Ende der Qualifikation belegten die Türken hinter Schweden den zweiten Platz. Damit war die Türkei für die Play-offs der Gruppenzweiten qualifiziert und traf dabei auf Österreich. Das Hinspiel in Wien wurde mit 1:0 gewonnen und das Rückspiel brachte dann durch ein 5:0 die zweite WM-Teilnahme.
Bei der Endrunde trafen die Türken auf den Rekordweltmeister Brasilien, Costa Rica und China. Man galt hinter Brasilien als Favorit für die Qualifikation ins Achtelfinale. Im ersten Gruppenspiel gegen Brasilien boten die Türken ein gutes Spiel und gingen durch ein Tor von Hasan Şaş in Führung. Nachdem Ronaldo die Partie egalisiert hatte, bewertete der koreanische Schiedsrichter eine strittige Situation als Notbremse, verwies den Türken Alpay des Feldes und sprach den Brasilianern einen Elfmeter zu, den Rivaldo zum Siegtreffer verwandelte. In der Nachspielzeit sorgte Rivaldo für eine unrühmliche Szene, als er von Hakan Ünsal angeschossen wurde, eine Kopfverletzung vortäuschte und so den Platzverweis des türkischen Spielers herbeiführte.
Im zweiten Spiel gegen Costa Rica durfte die Türkei das Spiel nicht verlieren, denn sonst wären sie erneut wie bei der ersten Teilnahme bereits nach der Vorrunde ausgeschieden. Am Ende des Spiels hieß es 1:1-Unentschieden. Die Türkei musste auf die Schützenhilfe der Brasilianer hoffen und selbst das Spiel gegen China gewinnen. Sie besiegten die Chinesen souverän mit 3:0 und erhielten danach die Information, dass Brasilien mit 5:2 das Spiel für sich entschieden hatte. Somit war die Türkei im Achtelfinale. Im Achtelfinale besiegten die Türken den Gastgeber Japan durch ein frühes Kopfballtor von Ümit Davala mit 1:0. Im Viertelfinale traf man auf die Überraschungsmannschaft des Senegal, die den Titelverteidiger Frankreich im Eröffnungsspiel besiegt hatte. Durch ein Golden Goal von İlhan Mansız in der 95. Minute erreichte die Türkei das Halbfinale der WM 2002. Im Halbfinale trafen die Türken erneut auf Brasilien und genauso wie in der Begegnung davor verloren die Türken gegen die Mannschaft aus Südamerika, diesmal mit 0:1. Die Türkei erreichte dann im „kleinen Finale“ den 3. Platz, nachdem man Südkorea mit 3:2 besiegte. Das 1. Tor des Spieles von Hakan Şükür in der 11. Sekunde war dabei das schnellste Tor der WM-Geschichte. Damit verabschiedete sich die Türkei wieder von der WM-Bühne.
Da Europameister Frankreich schon als Gastgeber für den FIFA-Konföderationen-Pokal 2003 qualifiziert war, rückte Vizeeuropameister Italien nach, das jedoch auf eine Teilnahme verzichtete. Darauf vergab die FIFA den freien Platz an den WM-Zweiten Deutschland, das ebenfalls verzichtete. Die Türkei rückte als WM-Dritter nach und erreichte beim Konföderationen-Pokal 2003 in Frankreich den dritten Platz.

### 2006 in Deutschland
Die Mannschaft hoffte danach sich auch für die WM 2006 in Deutschland zu qualifizieren, zumal dort mit einer hohen Unterstützung der in Deutschland lebenden Türken gerechnet wurde. In einer Gruppe mit der Ukraine, Dänemark, Griechenland, Albanien, Georgien und Kasachstan konnte auch wieder der zweite Platz belegt werden, womit wieder die Relegationsspiele der Gruppenzweiten erreicht wurden. In diesen war die Schweiz der Gegner. Das Hinspiel in Bern wurde mit 0:2 verloren. In Istanbul reichte es nur zu einem 4:2, wodurch die Schweiz aufgrund der Auswärtstorregel qualifiziert war. Nach dem Spiel kam es zu tätlichen Angriffen türkischer Spieler und Sicherheitskräfte auf Mitglieder der Schweizer Mannschaft. Drei Spieler der türkischen Mannschaft und der Schweizer Benjamin Huggel wurden für mehrere Spiele gesperrt. Zusätzlich musste die Türkei drei Qualifikationsspiele für die folgende Europameisterschaft 500 km außerhalb der Türkei und ohne Zuschauer austragen, sowie eine Geldstrafe von 200.000 Schweizer Franken (zuzüglich Verfahrenskosten über 100.000 €) zahlen. Die drei Spiele fanden dann in Frankfurt am Main statt.

### 2010 in Südafrika
2008 hatte die Türkei trotz der Sanktionen die EM in der Schweiz und Österreich erreicht und war erst im Halbfinale durch ein Tor in der letzten Spielminute an Deutschland gescheitert, so dass wieder große Hoffnungen bestanden auch die WM-Endrunde in Südafrika zu erreichen. Aber wieder erwiesen sich diese Hoffnungen als trügerisch, denn Europameister Spanien und Bosnien-Herzegowina konnten sich vor der Türkei platzieren, die lediglich Belgien, Estland und Armenien hinter sich ließ. In der Qualifikation waren insbesondere die Remis gegen Belgien, in Estland und in Bosnien-Herzegowina sowie die Niederlage in Belgien dafür verantwortlich, dass am Ende fünf Punkte für Platz 2 fehlten.

### 2014 in Brasilien
Die Qualifikation zur zweiten WM in Brasilien verlief lange spannend. Die Niederlande gewannen die Gruppe souverän, Rumänien, Ungarn und die Türkei kämpften lange um den zweiten Platz, während Estland und Andorra keine Rolle spielten. Erst im letzten Spiel, das gegen die bereits qualifizierten Niederländer mit 0:2 in Istanbul verloren wurde, verpasste die Türkei den Sprung in die Relegation.

### 2018 in Russland
Für die Qualifikation wurde die Türkei in die Gruppe mit Kroatien, Island, der Ukraine, und Finnland gelost. Nachdem das Kosovo in die FIFA aufgenommen worden war, wurde diese Mannschaft nachträglich dieser Gruppe zugeordnet. Nach neun Spielen, von denen die Türken vier gewannen, zweimal remis spielten und drei verloren, hatten sie schon vor dem letzten Spiel keine Chance mehr auf eine erfolgreiche Qualifikation. Da hatte auch der Wechsel auf dem Trainerposten von Fatih Terim zu Mircea Lucescu nach dem sechsten Spiel nicht viel gebracht. Im letzten Spiel erreichten sie dann noch ein 2:2 in Finnland und beendeten die Gruppe als Vierte.

### 2022 in Katar
In der Qualifikation waren die Niederlande, Norwegen, Montenegro, Lettland und erstmals Gibraltar die Gegner. Die Türken begannen unter Şenol Güneş im März 2021 mit einem 4:2-Sieg gegen die Niederländer, einem 3:0-Sieg in Norwegen und einem 3:3 gegen Lettland. Im September wurde die Qualifikation mit einem 2:2 gegen Montenegro, einem 3:0-Sieg in Gibraltar und einer 1:6-Niederlage in den Niederlanden fortgesetzt. Dadurch fielen die Türken vom ersten auf den dritten Gruppenplatz. Drei Tage nach der 1:6-Niederlage wurde Güneş entlassen. Sein Nachfolger wurde Stefan Kuntz, unter dem die deutsche U-21-Mannschaft 2017 und 2019 die U-21-Europameisterschaft gewonnen hatte und der u. a. von 1995 bis 1996 bei Beşiktaş Istanbul in der Türkei gespielt hatte. Unter ihm wurde zwar im ersten Spiel gegen Norwegen nur ein 1:1 geholt, die beiden folgenden Spiele aber gewonnen. Damit hatten die Türken und Norweger vor dem letzten Spiel beide 18 Punkte und eine Tordifferenz von +10 bzw. +9, die Niederländer führten die Tabelle mit 20 Punkten und einer Tordifferenz von +23 an und trafen im letzten Spiel auf die Norweger. Den Niederländern genügte daher wahrscheinlich ein Remis um Gruppensieger zu werden. Die Norweger mussten gewinnen und dabei eine Tordifferenz erreichen, die zwei Tore höher war als die Tordifferenz der Türken bei einem möglichen Sieg über Montenegro. Die Türken mussten bei einem Remis zwischen Norwegen und der Niederlande einen sehr hohen Sieg gegen Montenegro erzielen oder bei einem Sieg der Norweger mit einer Tordifferenz gewinnen, die maximal ein Tor schlechter war als die Tordifferenz im Spiel zwischen Norwegen und den Niederländern. Letztlich gewannen die Niederländer mit 2:0 und die Türken mit 2:1, wodurch die Türkei auf Platz 2 blieb und in die Play-offs zog. Hier mussten sie im März 2022 in Portugal antreten und verloren mit 1:3.

### 2026 in Kanada, Mexiko und USA
In der Qualifikation treffen die Türken ab September 2025 auf die Spanien, Bulgarien und Georgien.

## Rangliste der türkischen WM-Spieler mit den meisten Einsätzen
01. Fatih Akyel, Yıldıray Baştürk, Ümit Davala, Tugay Kerimoğlu, İlhan Mansız, Rüştü Reçber, Hakan Şükür alle 7 bei 1 Turnier
08. Emre Belözoğlu, Bülent Korkmaz, Hasan Şaş alle 6 bei 1 Turnier

## Rangliste der türkischen WM-Spieler mit den meisten Toren
01. Suat Mamat, İlhan Mansız und Burhan Sargun je 3 Tore
04. Ümit Davala, Lefter Küçükandonyadis und Hasan Şaş je 2 Tore

## Bei Weltmeisterschaften gesperrte Spieler
- 2002: Im Spiel gegen Brasilien erhielten Alpay Özalan nach einer Notbremse und Hakan Ünsal in der Nachspielzeit nach einer von Rivaldo vorgetäuschten Kopfverletzung die Rote Karte und waren für das Spiel gegen Costa Rica gesperrt. Emre Aşık und Emre Belözoğlu erhielten im letzten Gruppenspiel gegen China die zweite gelbe Karte und waren für das Achtelfinale gegen Co-Gastgeber Japan gesperrt. Tugay Kerimoğlu und Hasan Şaş erhielten im Halbfinale gegen Brasilien die zweite gelbe Karte. Da Karten aus der Vorrunde unberücksichtigt blieben, durften sie im kleinen Finale gegen Südkorea mitspielen. Şaş wurde aber nicht eingesetzt und Kerimoğlu erhielt dort die dritte gelbe Karte.[3][4]

## Anteil der im Ausland spielenden Spieler im WM-Kader
Legionäre spielten bei der ersten Teilnahme noch keine Rolle im türkischen Kader. 2002 stellten sie den Kern der Mannschaft.
| Jahr (Spiele) | Anzahl (Länder)                                                 | Spieler (Einsätze) |
| ------------- | --------------------------------------------------------------- | --- |
| 1954 (3)      | 0                                                               | |
| 2002 (7)      | 10 (1 in Deutschland, 4 in England, 4 in Italien, 1 in Spanien) | Yıldıray Baştürk (7); Mustafa İzzet (1), Tugay Kerimoğlu (7), Alpay Özalan (5), Hakan Ünsal (4); Emre Belözoğlu (6), Okan Buruk (1), Ümit Davala (7), Hakan Şükür (7); Nihat Kahveci (2) |

## Spiele
Die Türkei bestritt bisher 10 WM-Spiele. Davon wurden fünf gewonnen, vier verloren und eins endete remis. Ein Remis-Spiel musste verlängert werden, da ein Sieger ermittelt werden musste. Das Spiel wurde dann durch das letzte Golden Goal der WM-Geschichte der Männer gewonnen.
Die Türken nahmen nie am Eröffnungsspiel teil und mussten zweimal gegen die Gastgeber antreten: 2002 im Achtelfinale und im Spiel um Platz 3.
Bei beiden Endrundenteilnahmen traf die Türkei zweimal auf den gleichen Gegner: 1954 in der Vorrunde und im Entscheidungsspiel um den Einzug in das Viertelfinale auf die BR Deutschland und 2002 in der Vorrunde und im Halbfinale auf Brasilien. Beide Gegner wurden später Weltmeister. Alle vier Spiele gingen verloren, es sind die einzigen Niederlagen.
Die Türken trafen fünfmal auf WM-Neulinge: 1954 (als man selber Neuling war)/BR Deutschland (2×) und Südkorea sowie 2002/China und Senegal
| Alle WM-Spiele |            |           |                     |   |                |                                          |                                                                                              |
| Nr.            | Datum      | Ergebnis  | Gegner              |   | Austragungsort | Anlass                                   | Bemerkungen                                                                                  |
| 1.             | 17.06.1954 | 1:4       | BRD                 | * | Bern (CHE)     | Vorrunde                                 |                                                                                              |
| 2.             | 20.06.1954 | 7:0       | Südkorea            | * | Genf (CHE)     | Vorrunde                                 | Erstes Länderspiel gegen Südkorea Einer der drei höchsten Siege Höchster Sieg gegen Südkorea |
| 3.             | 23.06.1954 | 2:7       | BRD                 | * | Zürich (SUI)   | Vorrunde / Entscheidungsspiel um Platz 2 | Höchste Niederlage gegen Deutschland                                                         |
| 4.             | 03.06.2002 | 1:2       | Brasilien           | * | Ulsan (KOR)    | Vorrunde                                 |                                                                                              |
| 5.             | 09.06.2002 | 1:1       | Costa Rica          | * | Incheon (KOR)  | Vorrunde                                 | Erstes Länderspiel gegen Costa Rica                                                          |
| 6.             | 13.06.2002 | 3:0       | Volksrepublik China | * | Seoul (KOR)    | Vorrunde                                 | Erstes Spiel gegen die Volksrepublik China                                                   |
| 7.             | 18.06.2002 | 1:0       | Japan               | A | Rifu (JPN)     | Achtelfinale                             | Erster und bisher einziger Sieg gegen Japan                                                  |
| 8.             | 22.06.2002 | 1:0 n. V. | Senegal             | * | Osaka (JPN)    | Viertelfinale                            | Erstes Länderspiel gegen den Senegal, Entscheidung durch Golden Goal von İlhan Mansız        |
| 9.             | 26.06.2002 | 0:1       | Brasilien           | * | Saitama (JPN)  | Halbfinale                               |                                                                                              |
| 10.            | 29.06.2002 | 3:2       | Südkorea            | A | Daegu (KOR)    | Spiel um Platz 3                         |                                                                                              |

### Höchste Siege und Niederlagen
Die türkische Mannschaft erzielte ihre höchsten Siege gegen folgende Länder bei WM-Turnieren:
- Volksrepublik China: Vorrunde 2002 3:0 (einziges Spiel gegen China)
- Japan: Achtelfinale 2002 1:0 (einziger Sieg gegen Japan)
- Senegal: Viertelfinale 2002 1:0 n. V. (einziges Spiel gegen den Senegal)
- Südkorea: Vorrunde 1954 7:0

Nur in einem Spiel kassierte die türkische Mannschaft ihre höchste Niederlage bei einem WM-Turnier:
- BRD: Vorrunde/Entscheidungsspiel 1954 2:7

## Rekorde
- Das schnellste Weltmeisterschaftstor nach Spielbeginn: Hakan Şükür nach 11 Sekunden im Spiel um Platz 3 gegen Südkorea 2002.
- Einzige Mannschaft, die 2002 gegen beide Gastgeber gewann, zuerst das Achtelfinale gegen Japan und später das Spiel um Platz 3 gegen Südkorea.
- Neben den bisher einmaligen WM-Endrundenteilnehmern Kuba (1938 zweimal gegen Rumänien) und Wales (1958 zweimal gegen Ungarn) sind die Türken die einzige Mannschaft, die noch keine WM-Endrunde mit lauter verschiedenen Gegner bestritten. Da sie bereits zweimal an einer WM-Endrunde (1954 und 2002) teilnahmen, sind sie in dieser Hinsicht alleiniger Rekordhalter. In beiden Fällen spielten sie zweimal gegen den späteren Weltmeister (Deutschland bzw. Brasilien) und verloren immer, wobei dies die einzigen Niederlagen in WM-Spielen sind.
- Die Türkei erzielte von den Mannschaften, die maximal viermal teilnahmen die meisten Tore (20) und als einzige Mannschaft mit maximal zwei Teilnahmen mehr als sieben Tore.